# Las Cuadras
Las Cuadras är en ort i Mexiko.   Den ligger i kommunen Carrillo Puerto och delstaten Veracruz, i den sydöstra delen av landet, 270 km öster om huvudstaden Mexico City. Las Cuadras ligger 272 meter över havet och antalet invånare är 209.
Terrängen runt Las Cuadras är huvudsakligen platt, men åt nordväst är den kuperad. Terrängen runt Las Cuadras sluttar österut. Runt Las Cuadras är det ganska tätbefolkat, med 134 invånare per kvadratkilometer. Närmaste större samhälle är Cuitláhuac, 7,3 km väster om Las Cuadras. Trakten runt Las Cuadras består till största delen av jordbruksmark.